# Mikel Landa
Mikel Landa Meana (ur. 13 grudnia 1989 w Murgii) – hiszpański kolarz szosowy.

## Osiągnięcia
Opracowano na podstawie:

2011
- 1. miejsce na 5. etapie Vuelta a Burgos

2012
- 2. miejsce w GP Miguel Indurain

2013
- 2. miejsce w Vuelta a la Comunidad de Madrid
- 2. miejsce w Vuelta a Asturias

2014
- 1. miejsce na 4. etapie Giro del Trentino

2015
- 1. miejsce na 5. etapie Vuelta al País Vasco
- 2. miejsce w Giro del Trentino
- 3. miejsce w Giro d’Italia
  - 1. miejsce na 15. i 16. etapie
- 1. miejsce na 2. etapie Vuelta a Burgos (jazda drużynowa na czas)
- 1. miejsce na 11. etapie Vuelta a España

2016
- 1. miejsce na 2. etapie Vuelta al País Vasco
- 1. miejsce w Giro del Trentino
  - 1. miejsce w klasyfikacji górskiej
  - 1. miejsce na 2. etapie

2017
- 1. miejsce w klasyfikacji górskiej Giro d’Italia
  - 1. miejsce na 19. etapie
- 2. miejsce w mistrzostwach Hiszpanii (jazda indywidualna na czas)
- 4. miejsce w Tour de France
- 1. miejsce w Vuelta a Burgos
  - 1. miejsce w klasyfikacji górskiej
  - 1. miejsce w klasyfikacji punktowej
  - 1. miejsce na 1. i 3. etapie

2018
- 1. miejsce na 4. etapie Tirreno-Adriático
- 2. miejsce w Vuelta al País Vasco
- 7. miejsce w Tour de France

2019
- 1. miejsce na 2. etapie Settimana Internazionale di Coppi e Bartali
- 4. miejsce w Giro d’Italia
- 6. miejsce w Tour de France

2020
- 3. miejsce w Vuelta a Andalucía
- 2. miejsce w Vuelta a Burgos
  - 1. miejsce w klasyfikacji punktowej
- 4. miejsce w Tour de France

2021
- 3. miejsce w GP Industria & Artigianato di Larciano
- 3. miejsce w Tirreno-Adriático
- 1. miejsce w Vuelta a Burgos

2022
- 3. miejsce w Tirreno-Adriático
- 3. miejsce w Giro d’Italia
- 3. miejsce w Giro di Lombardia

2023
- 2. miejsce w Vuelta a Andalucía
- 2. miejsce w Vuelta al País Vasco
- 3. miejsce w La Flèche Wallonne

## Starty w Wielkich Tourach
| Grand Tour | 2012 | 2013 | 2014 | 2015 | 2016 | 2017 | 2018 | 2019 | 2020 |
| ---------- | ---- | ---- | ---- | ---- | ---- | ---- | ---- | ---- | ---- |
| Giro       | –    | –    | 34.  | 3.   | DNF  | 17.  | –    | 4.   | –    |
| Tour       | –    | –    | –    | –    | 35.  | 4.   | 7.   | 6.   | 4.   |
| Vuelta     | 69.  | 39.  | 28.  | 25.  | –    | –    | –    | –    | –    |

## Rankingi
| Rok             | 2010 | 2011 | 2012 | 2013 | 2014 | 2015 | 2016 | 2017 | 2018 | 2019 | 2020 | 2021 | 2022 | 2023 | 2024 |
| --------------- | ---- | ---- | ---- | ---- | ---- | ---- | ---- | ---- | ---- | ---- | ---- | ---- | ---- | ---- | ---- |
| UCI World Tour  |      | -    | -    | 115. | -    | 34.  | 178. | 28.  | 40.  |      |      |      |      |      |      |
| World Ranking   |      |      |      |      |      |      | 139. | 26.  | 55.  | 34.  | 39.  | 63.  | 30.  | 19.  | 23.  |
| UCI Europe Tour | 750. |      |      |      |      |      | 122. | 43.  | 539. | 25.  | 32.  | 53.  | 24.  | 18.  | 19.  |
|                 |      |      |      |      |      |      |      |      |      |      |      |      |      |      |      |
| Źródło: UCI     |      |      |      |      |      |      |      |      |      |      |      |      |      |      |      |